# Маркировочный узел
Маркиро́вочный у́зел (англ. Alpine Coil Knot) — узел, который используют для связывания альпинистской верёвки после того, как она будет сбухтована. Также надёжно крепит моток провода, троса, не позволяя распускаться и запутываться при переноске. В нём прослеживается рисунок эшафотного узла. Используют в альпинизме, спортивном туризме, спелеотуризме, скалолазании. Разновидности узла: альпинистский (для верёвки длиной до 40 м), альпийский (быстрый способ), польский (с двумя лямками для верёвки длиннее 40 м), французский (с лямками для переноса верёвки длиннее 80 м).

## Способ завязывания

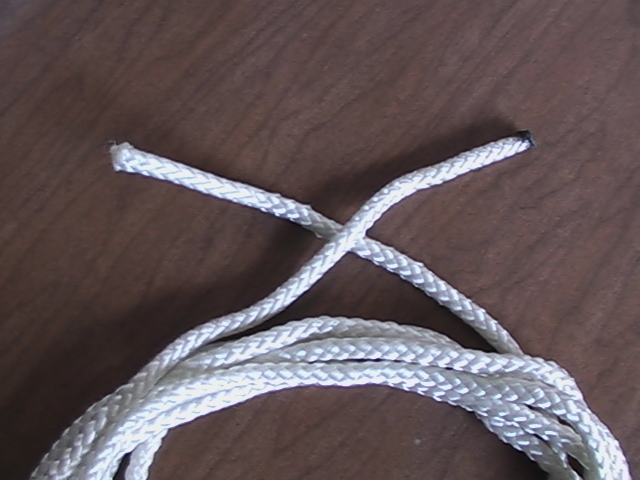
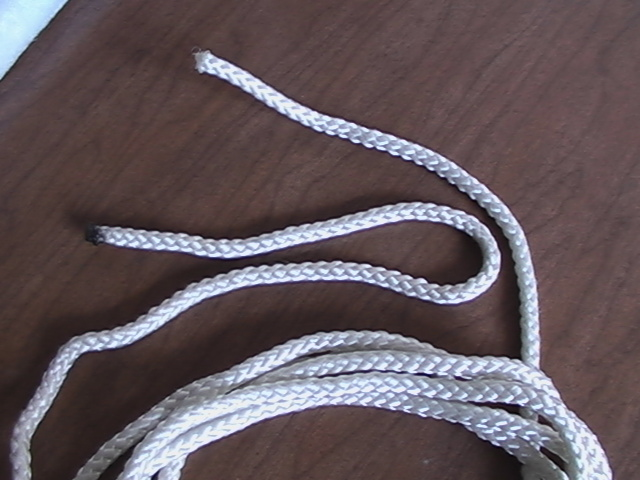
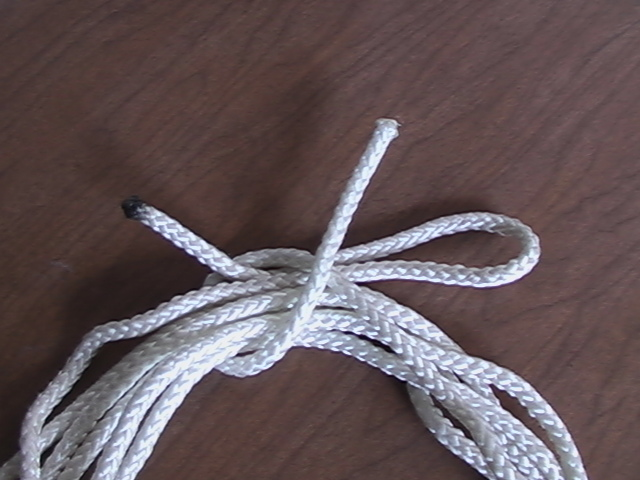
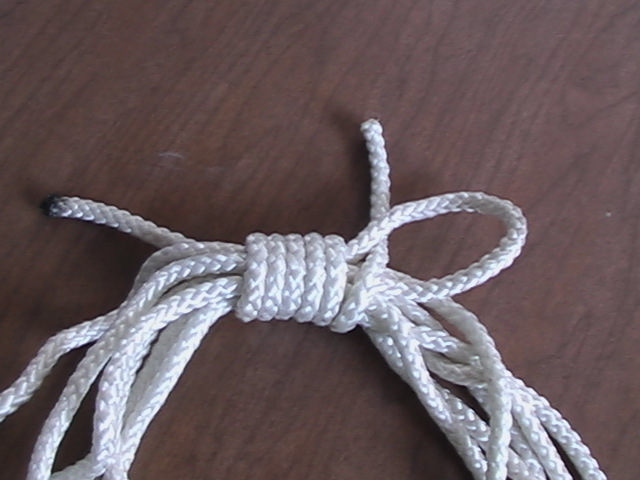
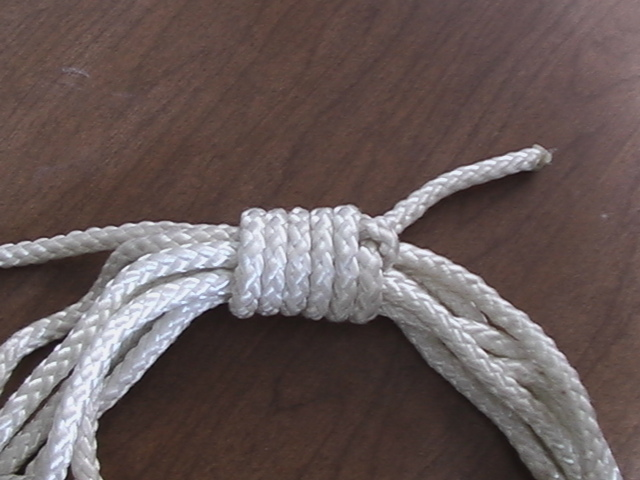

## Применение
В альпинизме
- Для бухтования основной верёвки

В морском деле
- В качестве утяжеляющего конец троса узла выброски на швартовке парусника[8]

В арбористике
- В качестве утяжеляющего конец верёвки узла для перекидывания через ветку дерева

В быту
- Для удобства переноски нагруженного ведра на дальнее расстояние рукоять обматывают верёвкой, используя маркировочный узел